# James Gascoyne-Cecil (4. markiz Salisbury)
James Edward Hubert Gascoyne-Cecil (ur. 23 października 1861 w Londynie, zm. 4 kwietnia 1947) – brytyjski arystokrata i polityk, najstarszy syn trzykrotnego premiera Wielkiej Brytanii Roberta Gascoyne-Cecila, 3. markiza Salisbury, i Georginy Alderson, córki sir Edwarda Aldersona.

## Życiorys
Wykształcenie odebrał w Eton College i w University College w Oksfordzie. Karierę polityczną, jako członek Partii Konserwatywnej, rozpoczął w 1885 r., kiedy wygrał wybory do Izby Gmin w okręgu Darwen. Zasiadał w Izbie do 1892 r. Po rocznej przerwie wygrał wybory w okręgu Rochester i zasiadał w Izbie Gmin do 1903 r., kiedy to po śmierci ojca odziedziczył tytuł 4. markiza Salisbury i zasiadł w Izbie Lordów.
Lord Salisbury był jednym z najbardziej prominentnych polityków Partii Konserwatywnej i liderem konserwatystów w Izbie Lordów. W latach 1900–1903 był podsekretarzem stanu w Ministerstwie Spraw Zagranicznych. W rządzie Arthura Balfoura sprawował urzędy Lorda Tajnej Pieczęci i przewodniczącego Zarządu Handlu. Od 1905 r. znajdował się w opozycji wobec rządzów liberałów. Na stanowiska rządowe powrócił w latach 20., będąc Kanclerzem Księstwa Lancaster, Lordem Przewodniczącym Rady, Lordem Tajnej Pieczęci i przewodniczącym Izby Lordów w rządach Lawa i Baldwina.
W 1931 r. zrezygnował z przewodzenia konserwatystom w Izbie Lordów. Sprzeciwiał się wprowadzeniu w Indiach zasady Home rule i wspierał działania prowadzone przeciwko ustawie w Izbie Gmin przez Winstona Churchilla. W 1937 r. był Lordem Wielkim Stewardem podczas koronacji Jerzego VI.
W 1917 r. został kawalerem Orderu Podwiązki. Był również odznaczony Krzyżem Towarzyskim Orderu Łaźni i Krzyżem Wielkim Królewskiego Orderu Wiktoriańskiego. Był także członkiem Tajnej Rady.
17 maja 1887 r. poślubił lady Cicely Alice Gore (1867 – 5 lutego 1955), córkę Arthura Gore’a, 5. hrabiego Arran, i lady Edith Jocelyn, córki wicehrabiego Jocelyn. James i Cicely mieli razem dwóch synów i dwie córki:
- Beatrice Edith Mildred Gascoyne-Cecil (10 sierpnia 1891–1980), żona Williama Ormsby-Gore’a, 4. barona Harlech, miała dzieci
- Robert Arthur James Gascoyne-Cecil (27 sierpnia 1893 - 23 lutego 1972), 5. markiz Salisbury
- Mary Alice Gascoyne-Cecil (29 lipca 1895 – 24 grudnia 1988), żona Edwarda Cavendisha, 10. księcia Devonshire, miała dzieci
- Edward Christian David Gascoyne-Cecil (9 kwietnia 1902 – 1 stycznia 1986), biograf i krytyk literacki

Lord Salisbury zmarł w wieku 86 lat. Jego tytuły odziedziczył jego najstarszy syn.